# Pedro Delgado
Pedro Delgado Robledo (Segovia, 15 aprile 1960) è un ex ciclista su strada spagnolo.
Professionista dal 1982 al 1994, vinse un Tour de France e due edizioni della Vuelta a España. Era soprannominato Perico, pappagallo.

## Carriera
Passò professionista nel 1982 con la Reynolds. L'anno dopo, alla prima partecipazione al Tour de France, mise in mostra notevoli qualità di scalatore e uno spericolato coraggio nelle discese; in classifica raggiunse il secondo posto, poi andò in crisi nella tappa di Morzine, perse 25 minuti e dovette infine accontentarsi della diciassettesima piazza finale. L'anno dopo al Tour de France fu invece costretto al ritiro, proprio in seguito a una caduta in discesa che gli costò la frattura della clavicola destra, quando era ottavo in graduatoria.
Nel 1985 si aggiudicò la Vuelta a España, prendendo la maglia gialla al termine della penultima tappa: nell'occasione andò all'attacco e riuscì a recuperare i sei minuti e undici secondi che lo separavano dal leader di classifica Robert Millar, quel giorno più preoccupato a marcare Pacho Rodríguez, secondo a soli 10 secondi, e poi rimasto senza l'aiuto dei compagni sull'ultima ascesa. Dopo quella vittoria Delgado chiuse sesto al Tour de France; due anni dopo alla Grande Boucle fu invece secondo, battuto di soli 40" dall'irlandese Stephen Roche.
Nel 1988, dopo il settimo posto al Giro d'Italia, vinse il Tour de France, terzo spagnolo nella storia della corsa, superando di oltre sette minuti il secondo classificato, Steven Rooks. Su quella vittoria pesa però il sospetto di un possibile ricorso a pratiche dopanti: a cinque giorni dal termine della Grande Boucle un controllo evidenziò infatti come Delgado avesse utilizzato il Probenecid, un diuretico coprente in grado di nascondere l'assunzione di steroidi anabolizzanti. Il corridore non venne escluso dalla corsa, essendo quello in questione un prodotto vietato dal CIO ma non dall'UCI (tale decisione scatenò dure reazioni, anche da parte di altri ciclisti), e l'anno successivo venne completamente scagionato. Da notare che il Probenecid venne proibito dall'UCI solo un mese dopo la vittoria di Delgado.
Nel 1989 si aggiudicò per la seconda volta la Vuelta a España, vincendo tre tappe e riuscendo a resistere agli attacchi di Fabio Parra nell'ultima frazione. Da campione in carica, cominciò invece male il Tour de France 1989: si presentò infatti con 2'40" di ritardo alla partenza del prologo a cronometro, 7,8 chilometri, e tale minutaggio gli venne sommato al tempo totale della prova; il giorno dopo, nella cronometro a squadre, la sua Reynolds chiuse quindi ultima, a quasi cinque minuti dai vincitori della Système U. Un doppio svantaggio di oltre 7' che Delgado non riuscì a colmare del tutto: chiuse terzo in classifica generale, dietro Greg LeMond e Laurent Fignon, nonostante una grande rimonta sulle montagne.
Alla Vuelta a España Delgado, oltre a conseguire due vittorie, salì sul podio finale in altre tre occasioni. Al Tour de France fu invece quarto nel 1990 e sesto nel 1992, quando vinse il compagno di squadra Miguel Indurain. Si aggiudicò anche alcune brevi corse a tappe spagnole, nonché corse in linea con arrivo in salita. Dopo il ritiro dal mondo del ciclismo professionistico, avvenuto nel 1994, è divenuto telecronista per una rete televisiva spagnola, la TVE, commentando la maggior parte degli eventi legati alle due ruote.

## Palmarès
- 1979

11ª tappa Tour de l'Avenir
- 1980

5ª tappa Grand Prix Tell
Classifica generale Volta Ciclista Provincia Tarragona
- 1981

Classifica generale Vuelta a Murcia
- 1982

Zaragoza-Sabiñánigo
4ª tappa Vuelta a Cantabria
- 1983

4ª tappa Vuelta a Aragón
Classifica generale Vuelta a Aragón
3ª tappa Vuelta a los Valles Mineros
- 1985

6ª tappa Vuelta a España (Oviedo > Lagos de Covadonga)
Classifica generale Vuelta a España
17ª tappa Tour de France (Tolosa > Luz Ardiden)
- 1986

12ª tappa Tour de France (Bayonne > Pau)
- 1987

19ª tappa Tour de France (Valréas > Villard-de-Lans)
- 1988

Gran Premio Navarra
13ª tappa Tour de France (Grenoble > Villard-de-Lans, cronometro)
Classifica generale Tour de France
- 1989

12ª tappa Vuelta a España (Lerida > Estacion de Cerler)
15ª tappa Vuelta a España (Ezcaray > Estacion Valdezcaray, cronometro)
20ª tappa Vuelta a España (Valladolid > Medina del Campo, cronometro)
Classifica generale Vuelta a España
- 1990

Trofeo Comunidad Foral de Navarra
2ª tappa Setmana Catalana (Andorra la Vella)
- 1991

Classifica generale Vuelta a Burgos
Subida a Urkiola
Clásica a los Puertos de Guadarrama
- 1992

14ª tappa Vuelta a España (Santander > Lagos de Covadonga)
- 1993

5ª tappa, 2ª semitappa Setmana Catalana (Montjuïc, cronometro)
Classifica generale Setmana Catalana

### Altri successi
- 1983

Prologo Vuelta a Aragón (cronosquadre)
- 1983

Classifica scalatori Vuelta a Burgos
5ª tappa Vuelta a Burgos (cronosquadre)
- 1985

Challenge El Ciclista National
- 1987

Challenge El Ciclista National
Profronde van Stiphout
- 1988

Gran Premio Naquera
- 1989

Gran Premio Naquera
Profronde van Stiphout
- 1991

5ª tappa Vuelta a Burgos (cronosquadre)

## Piazzamenti

### Grandi Giri
- Giro d'Italia

1988: 7º
1991: 15º
- Tour de France

1983: 15º
1984: ritirato (20ª tappa)
1985: 6º
1986: ritirato (18ª tappa)
1987: 2º
1988: vincitore
1989: 3º
1990: 4º
1991: 9º
1992: 6º
1993: 9º
- Vuelta a España

1982: 29º
1983: 15º
1984: 4º
1985: vincitore
1986: 10º
1987: 4º
1989: vincitore
1990: 2º
1992: 3º
1993: 6º
1994: 3º

### Classiche monumento
- Milano-Sanremo

1987: 26º
1988: 72º
1990: 53º
1992: 58º
1993: 61º
- Liegi-Bastogne-Liegi

1987: 59º
1988: 33º
1989: 4º
1990: 26º
1991: 37º
1992: 22º
- Giro di Lombardia

1984: 26º
1987: ritirato

### Competizioni mondiali
- Campionati del mondo

Altenrhein 1983 - In linea: ritirato
Giavera del Montello 1985 - In linea: 25º
Colorado Springs 1986 - In linea: 51º
Villach 1987 - In linea: ritirato
Ronse 1988 - In linea: 60º
Chambéry 1989 - In linea: 20º
Utsunomiya 1990 - In linea: 20º
Stoccarda 1991 - In linea: 35º
Benidorm 1992 - In linea: 30º
Oslo 1993 - In linea: ritirato
Agrigento 1994 - In linea: ritirato